# Manifest dels 121
El Manifest dels 121 (en francès: Manifeste des 121) titulat Declaració sobre el dret a la insubmissió a la guerra d'Algèria (en francès: Déclaration sur le droit à l'insoumisson dans la guerre d'Algérie) fou una carta oberta de protesta signada per 121 intel·lectuals i publicada el 6 de setembre del 1960 a la revista Verité-Liberté. Cridava al govern francès, aleshores amb De Gaulle al capdavant, i a l'opinió pública a reconèixer que la Guerra d'Algèria era una manera legítima d'accedir a la independència, i denunciava també les tortures i abusos de l'exèrcit francès, a més de cridar a respectar l'objecció de consciència davant les autoritats. La declaració fou redactada per Dionys Mascolo, Maurice Blanchot i Jean Schuster.

## Llista dels signataris
- Arthur Adamov
- Robert Antelme
- Georges Auclair
- Jean Baby
- Hélène Balfet
- Marc Barbut
- Robert Barrat
- Simone de Beauvoir
- Jean-Louis Bédouin
- Marc Beigbeder
- Robert Benayoun
- Maurice Blanchot
- Roger Blin
- Arsène Bonafous-Murat
- Geneviève Bonnefoi
- Raymond Borde
- Jean-Louis Bory
- Jacques-Laurent Bost
- Pierre Boulez
- Vincent Bounoure
- André Breton
- Michel Butor
- Guy Cabanel
- Georges Condominas
- Alain Cuny
- Jean Czarnecki
- Jean Dalsace
- Hubert Damisch
- Adrien Dax
- Guy Debord
- Jean Delmas
- Danièle Delorme
- Solange Deyon
- Jacques Doniol-Valcroze
- Geneviève Dormann
- Bernard Dort
- Jean Douassot
- Simone Dreyfus
- René Dumont
- Marguerite Duras
- Yves Elléouët
- Dominique Eluard
- Charles Estienne
- Louis-René des Forêts
- Théodore Fraenkel
- André Frénaud
- Jacques Gernet
- Louis Gernet
- Edouard Glissant
- Georges Goldfayn
- Anne Guérin
- Daniel Guérin
- Jacques Howlett
- Édouard Jaguer
- Pierre Jaouen
- Gérard Jarlot
- Robert Jaulin
- Alain Joubert
- Maurice Joyeux
- Henri Krea
- Robert Lagarde
- Monique Lange
- Claude Lanzmann
- Robert Lapoujade
- D. de La Souchère
- Henri Lefebvre
- Gérard Legrand
- Michel Leiris
- Paul Lévy
- Jérôme Lindon
- Georges Limbour
- Éric Losfeld
- Robert Louzon
- Olivier de Magny
- Florence Malraux
- André Mandouze
- Maud Mannoni
- Jean Martin
- Renée Marcel-Martinet
- Jean-Daniel Martinet
- Andrée Marty-Capgras
- Dionys Mascolo
- François Maspero
- André Masson
- Pierre de Massot
- Jean-Jacques Mayoux
- Jehan Mayoux
- Gustave Monod
- Théodore Monod
- Marie Moscovici
- Georges Mounin
- Maurice Nadeau
- Georges Navel
- Claude Ollier
- Jacques Panijel
- Hélène Parmelin
- Marcel Péju
- José Pierre
- Jean-Charles Pichon
- André Pieyre de Mandiargues
- Edouard Pignon
- Bernard Pingaud
- Maurice Pons
- Jean-Bertrand Pontalis
- Jean Pouillon
- Madeleine Rebérioux
- Denise René
- Alain Resnais
- Jean-François Revel
- Paul Revel
- Alain Robbe-Grillet
- Christiane Rochefort
- Jacques-Francis Rolland
- Alfred Rosmer
- Gilbert Rouget
- Claude Roy
- Françoise Sagan
- Marc Saint-Saëns
- Nathalie Sarraute
- Jean-Paul Sartre
- Renée Saurel
- Claude Sautet
- Catherine Sauvage
- Jean Schuster
- Laurent Schwartz
- Robert Scipion
- Louis Seguin
- Geneviève Serreau
- Simone Signoret
- Jean-Claude Silbermann
- Claude Simon
- René de Solier
- Laurent Terzieff
- Jean Thiercelin
- François Truffaut
- René Tzanck
- Vercors
- Jean-Pierre Vernant
- Pierre Vidal-Naquet
- Jean-Pierre Vielfaure
- Claude Viseux
- Ylipe
- René Zazzo